# Bildnis der Marquesa de Pontejos

Francisco de Goya: Bildnis der Marquesa de Pontejos (um 1786). Öl auf Leinwand, 210,3 × 127 cm; National Gallery of Art, Washington

Das Bildnis der Marchesa de Pontejos entstand um 1786, gemalt von Francisco de Goya. Das Ölgemälde zeigt eine junge, spanische Adlige als Schäferin in Lebensgröße mit einem Mops.

## Die Marquesa
Doña María Ana de Pontejos y Sandoval, marquesa de Pontejos, geboren 1762 und gestorben am 18. Juli 1834, war eine Förderin des Künstlers Francisco José de Goya y Lucientes. Im Jahr 1786, im Alter von vierundzwanzig Jahren, heiratete sie den Bruder des Conde de Floridablanca, eines Ministers am Hofe Karls III. von Spanien; Maria Anas Ehemann war zur Zeit ihrer Heirat Botschafter Spaniens in Portugal. Das Porträt gab sie kurz nach ihrer Hochzeit in Auftrag.

## Das Bildnis
Das Gemälde zeigt die junge Frau lebensgroß vor dem Hintergrund einer Parklandschaft, ausstaffiert mit einem engen Kleid mit Rosenapplikationen, das die Figur nicht nur betont, sondern überschlank modelliert. Der Rock ist kompliziert gerafft und lässt hinter dem hauchdünnen Unterrock die Beine der Marquesa erahnen. In der Hand hält sie eine rosafarbene Nelke, als Emblem der Liebe im 18. Jahrhundert sehr beliebt und auch das Symbol für eine Braut. Das maskenhaft wirkende Gesicht ist von einer aufwendig gerichteten Frisur umrahmt, die bekrönt wird mit einem Sonnenhut, dessen Federn sich in den Wolken verlieren. Der Mittelgrund ist, das Kleid kontrastierend, dunkel gehalten und verschwindet in einer zart angelegten Waldlandschaft und einem hellen Himmel.
Die Verkleidung als Schäferin war eine Mode des Rokoko, besonders gepflegt zum Beispiel von Marie-Antoinette, der Königin von Frankreich; die Frisur der Marquesa, ihr Sonnenhut und das mit Blumen verzierte Kleid scheinen vom französischen Hof inspiriert. Die für Goya kennzeichnende Beherrschung der verschiedenen Malweisen, wie hier die flüchtige Pinselführung im Hintergrund, aber auch die überaus sorgfältige Ausarbeitung der Figur in Lasuren, erinnern in diesem Bild an die englische Porträtmalerei eines Thomas Gainsborough.

## Der Mops

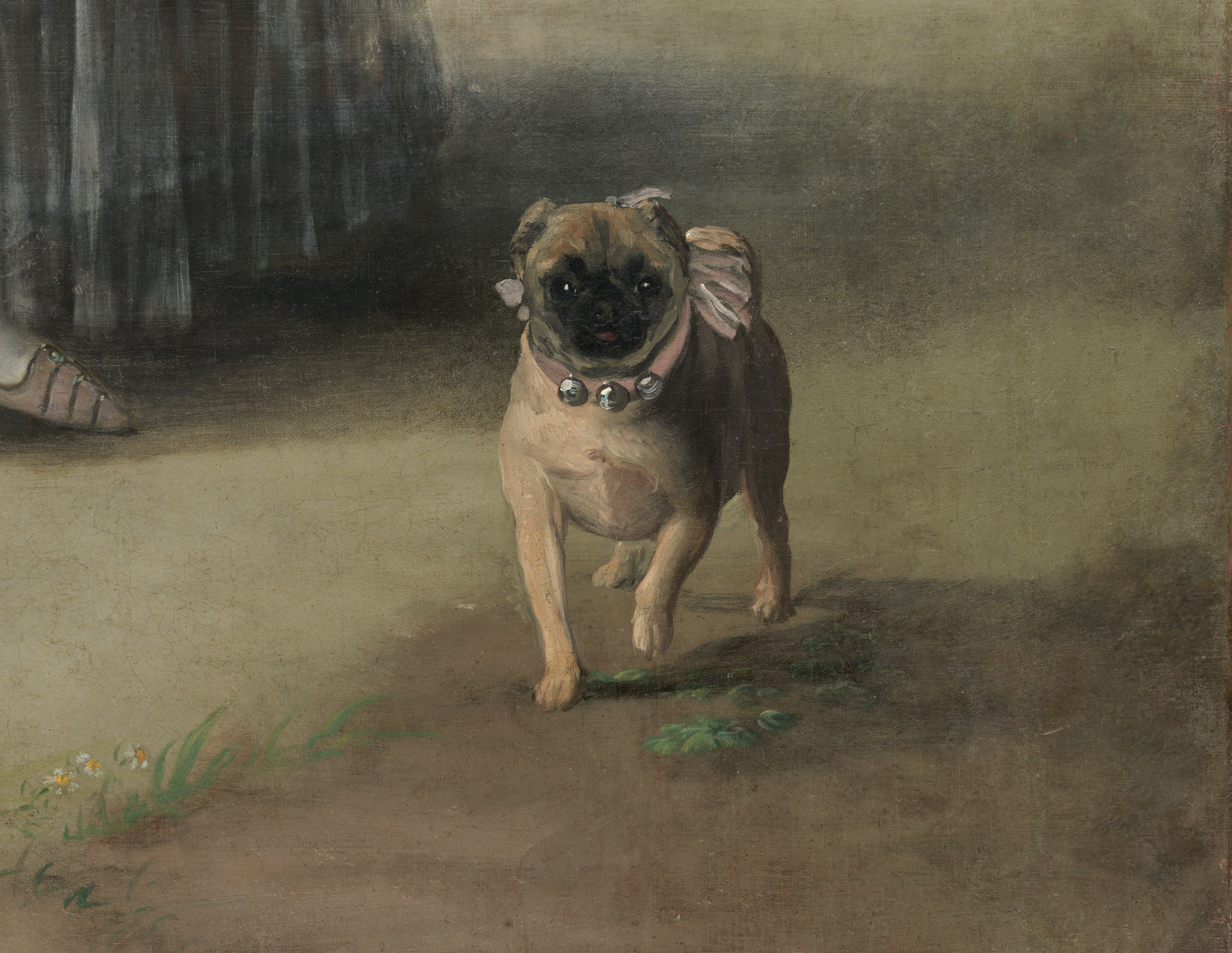
Bildnis der Marquesa de Pontejos: Detail

Die Unbeweglichkeit der Marquesa mit der Wirkung eines Wandteppichs erfährt einen Kontrast durch das Mopshündchen, das eine rosa Halsschleife mit Glöckchen trägt und dem Betrachter entgegenläuft. Es ist entschieden und präzise erfasst, die Lichter sind willkürlich aufgesetzt.
Seit dem 17. Jahrhundert war der Mops an den fürstlichen Höfen mit der Vorliebe für Chinoiserien zunehmend zum beliebten Schoßhund geworden, „ein Luxuswesen, kein Hofhund, sondern ein höfischer Hund“. Im 18. Jahrhundert war er, insbesondere auch in Frankreich, als Modehund en vogue. Zahlreiche Porträts adliger und hochadliger Damen in ganz Europa, beispielsweise das Bildnis der Anna Amalia, als Duplikat in der Weimarer Bibliothek und im Wittumspalais, zeigen das Tier als Accessoire.
Bei Porträts wie dem der Marquesa de Pontejos arbeitete der Künstler mit einer Hintergrund-Staffage und einem Kleid auf einem Ständer, das konventionell gestaltete Gesicht wurde eingefügt. Der Mops zeigt „als Beigabe“ in Gestalt und Bewegung indes das Studium des Tiers nach der Natur.

## Einordnung
Seit 1786 war Goya als Hofmaler zunächst für den spanischen König Karl III., dann für Karl IV. von Spanien tätig. Das Bildnis war eine Auftragsarbeit; ein Kontakt zwischen dem Modell und dem Maler bestand nicht. In den Farben, der Abstufung der Bildebenen und der weichen Behandlung des Hintergrunds besteht eine gewisse Ähnlichkeit mit den Wandteppichen, unter anderem El Pelele, die Goya ebenfalls für den spanischen Hof entwarf. Vergleichbar distanziert gestaltet wie das Bildnis der Marchesa ist zum Beispiel das Familienporträt von Herzog und Herzogin von Osuna mit ihren Kindern von 1789 (Prado, Madrid).